# Eurhodope cirrigerella
Eurhodope cirrigerella is een vlinder uit de familie snuitmotten (Pyralidae). De wetenschappelijke naam is voor het eerst geldig gepubliceerd in 1818 door Zincken.
De soort komt voor in Europa.